# Les Réverbères
 (septembre 2014).
Si vous disposez d'ouvrages ou d'articles de référence ou si vous connaissez des sites web de qualité traitant du thème abordé ici, merci de compléter l'article en donnant les références utiles à sa vérifiabilité et en les liant à la section « Notes et références ».
Les Réverbères est un mouvement d’inspiration néo-dadaïste et surréaliste fondé à Paris en 1938 par Michel Tapié, Jacques Bureau, Pierre Minne, Henri Bernard et le peintre Jean Marembert. Composé d’une trentaine de membres, le groupe publie cinq numéros de sa revue entre avril 1938 et 1939 avant de voir son activité interrompue par la Seconde Guerre mondiale. Certains de ses membres poursuivent leurs activités en se regroupant au sein du groupe La Main à Plume. 
Cette expression a aussi inspiré le courant du théâtre populaire. Sous ses aspects symboliques, 'les réverbères" sont ces lumières qui ont un pied sur le sol, habillent les ponts et surtout illuminent tout le monde..  Parfaite mise en abîme pour les associations qui défendent la pensée libre, le processus de créativité singulier, individuel ou collectif      